# Potamogale velox
Potamogale velox là một loài động vật có vú trong họ Tenrecidae, bộ Afrosoricida. Loài này được Du Chaillu mô tả năm 1860.

## Hình ảnh

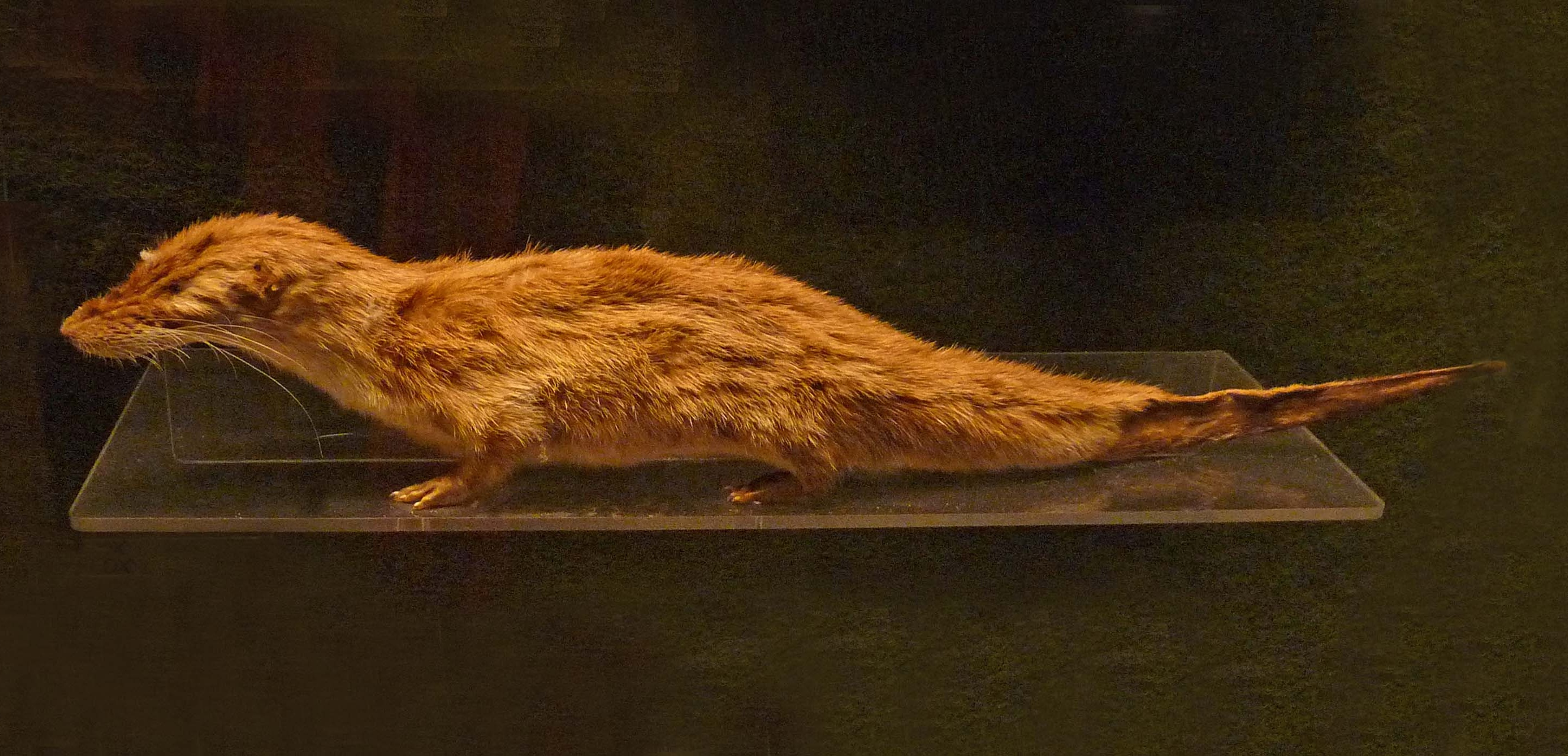
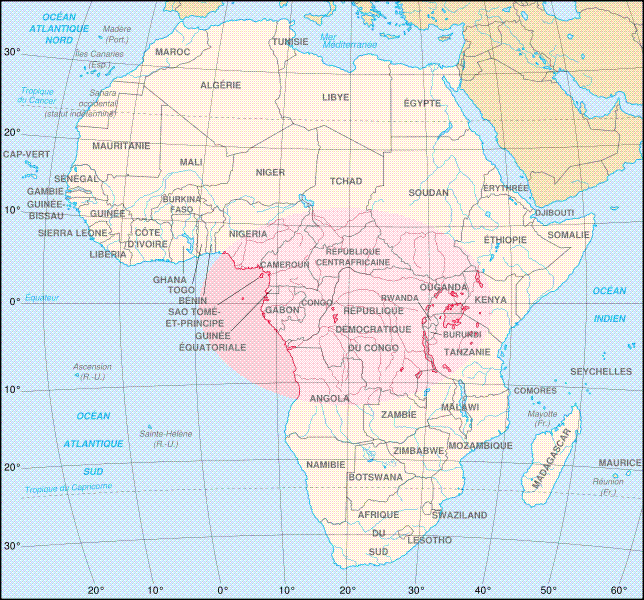
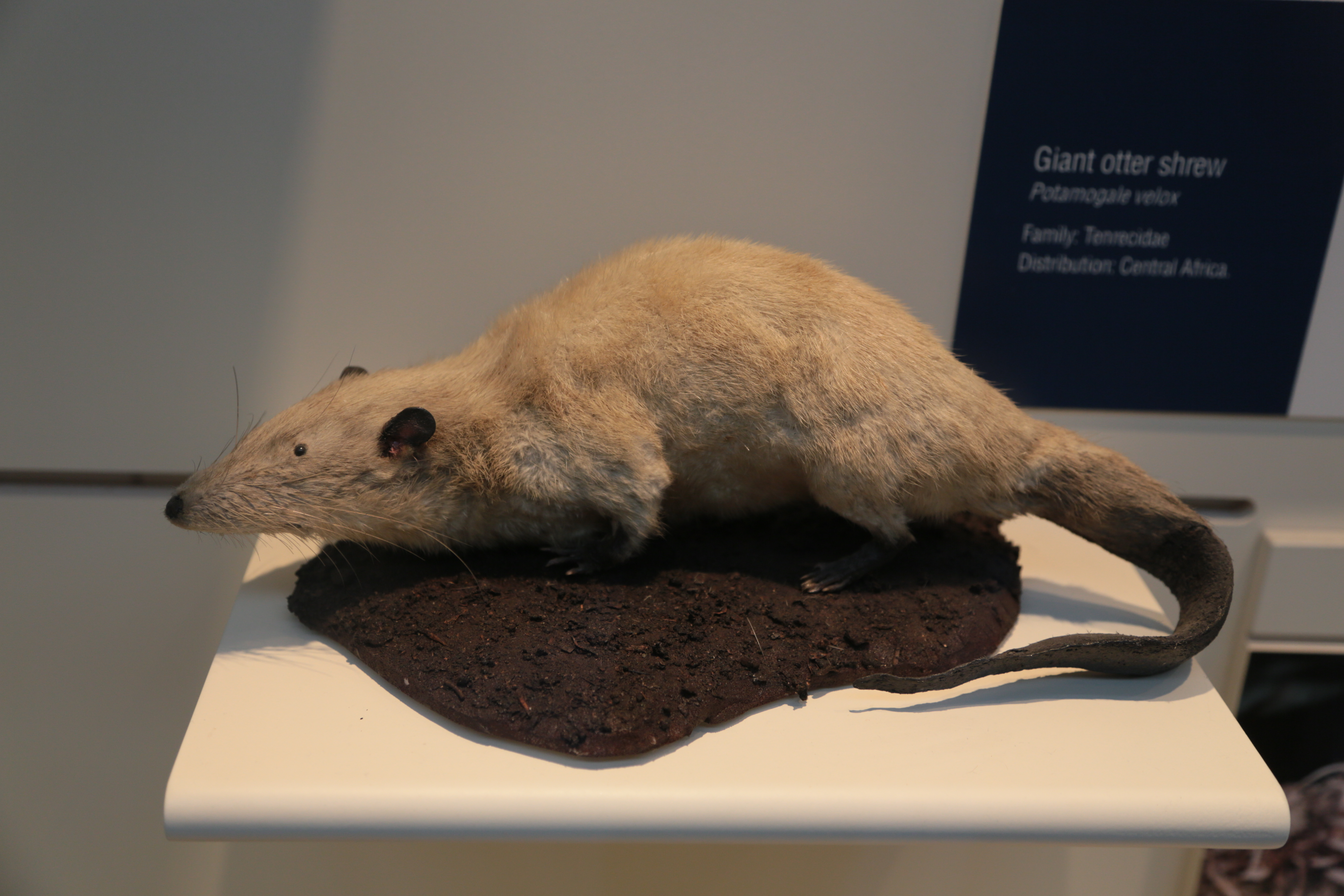
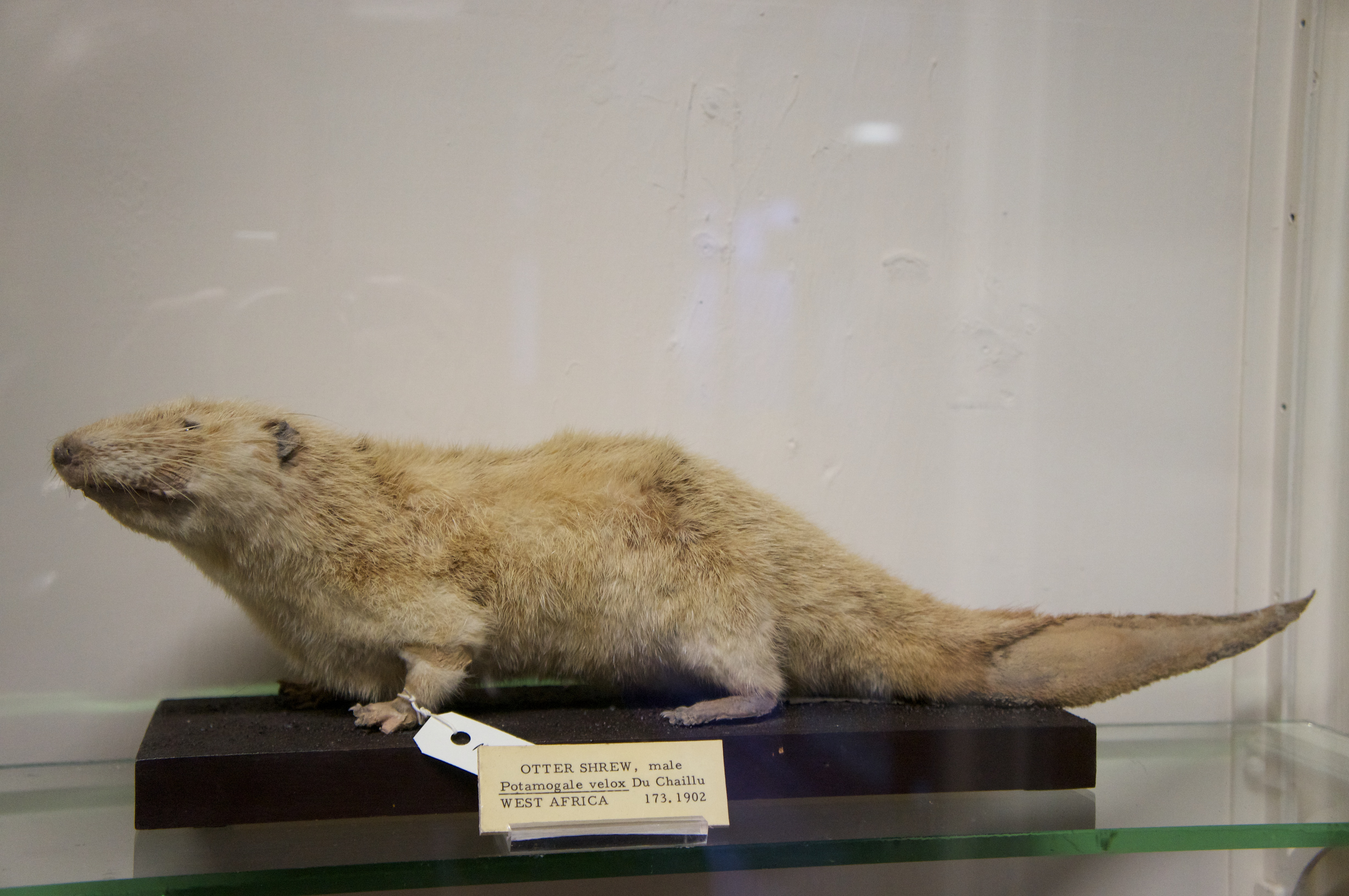